# Jeroen Bosch (hedendaags kunstenaar)
Jeroen Bosch (Enschede, 1966) is een Nederlands kunstenaar, weblogger en kunstagent. Hij is hoofdredacteur van Trendbeheer, een weblog over hedendaagse kunst.

## Leven en werk
Bosch doorliep in Eindhoven het Lorentz Lyceum. Van 1984 tot 1987 studeerde hij ruimtelijke vormgeving aan de Koninklijke Academie voor Kunst en Vormgeving te 's-Hertogenbosch. In 1992 volgde hij de studie wijsbegeerte aan de Universiteit van Amsterdam, waar hij in 1994 afstudeerde.
Na zijn studie bouwde hij in Rotterdam een beroepspraktijk op als conceptueel kunstenaar en grafisch ontwerper vanuit een studio in het gebouw Het Wilde Weten in Rotterdam-West. In 1999 startte hij met Alt0169.com een van de eerste weblogs van Nederland. In 2005 kreeg dit een vervolg met de weblog trendbeheer.com over kunst en cultuur.

### Beeldende kunst
Boschs kunst bestaat met name uit foto's en prints. Binnen deze uitgaven is de inhoud van beeldende kunst aangepast aan de marktwerking binnen het kunstcircuit. Bosch gebruikt mechanismen die kunnen worden gebruikt om prints en foto’s hun exclusiviteitswaarde te laten behouden, ondanks dat dergelijke media oneindig kunnen worden afgedrukt. Er is sprake van twee soorten uitgaven: de Content-serie (gelimiteerd) en Zero Content-serie (reproduceerbaar).

### Weblogs
In 1997, kort nadat het internet voor bedrijven en particulieren was opengesteld, begon Bosch met het Het Dagelijkse nieuws. Met deze internet-nieuwsbrief kon publiek via een telefoonmodem inbellen voor humor en commentaar op digitale- en culturele ontwikkelingen.
Het Dagelijkse nieuws stopte in mei 1999 en werd de opmaat voor Alt0169.com. Dit was een van de eerste volwaardige weblogs in Nederland en in die tijd het populairste van Nederland. Hij werkte daarbij samen met Frank Scheele, Ralph Oei, Robert van Eijden en Joep Vermaat. In augustus 2001 werd het opgeheven. Hierna startte hij met Niels Post de website Trendbeheer.

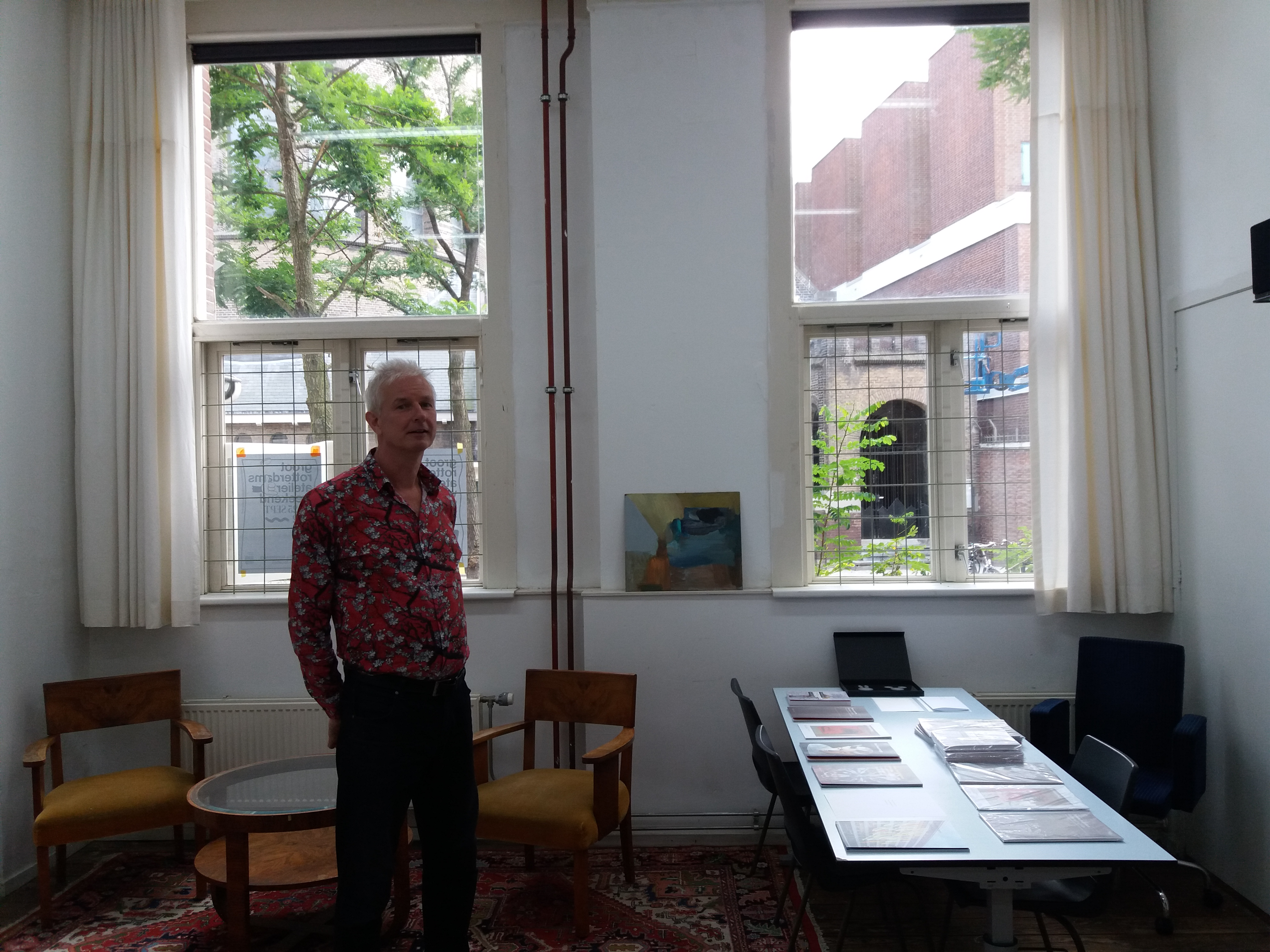
Jeroen Bosch in eigen atelier met op tafel enkele van de uitgaven uitgestald.

### Kunstagentschap
Rond augustus 2013 startte hij een agentschap voor beeldend kunstenaars. Onder de naam Agent Orange vertegenwoordigt hij kunstwerken van Zoro Feigl, Marielle Buitendijk, Maurice Bogaert, Hadassah Emmerich en Johan Nieuwenhuize.

## Publicaties, een selectie
- Frans Bosscher e.a. (tekst), Jeroen Bosch, Léontine van Geffen-Lamers (fotografie), Martine Bakker, Ria Dubbeldam (red). Het Waterloopbos. Vereniging Natuurmonumenten. Wageningen: Blauwdruk, 2017.
- Yttje Feddes, Jeroen Bosch (foto's), Madeleine Sars. Vakvrouwen: in veertig jaar landschapsarchitectuur. Wageningen: Blauwdruk, 2020.
- Yvonne Horsten-Van Santen, Jeroen Bosch (foto's), Martine Bakker (red.), Harry Harsema. Luisterrijk cultuurlandschap: Nico de Jonge, landschapsarchitect. Wageningen: Uitgeverij Blauwdruk, 2021.